# Lampetis prasinifrons
Lampetis prasinifrons es una especie de escarabajo del género Lampetis, familia Buprestidae. Fue descrita científicamente por Obenberger en 1917.